# Z innej beczki
Z innej beczki (ang. So Random!) to serial z rodziny Disney Channel Original Series, będący koprodukcją serialu Słoneczna Sonny. Produkcja nowego serialu została zapowiedziana, gdy Demi Lovato zrezygnowała z głównej roli, jako Słoneczna Sonny.

2 maja 2012 roku Tiffany Thornton ogłosiła, że serial nie będzie już produkowany, a seria pierwsza jest zarazem ostatnią.

## Koncepcja i produkcja
W Słonecznej Sonny Demi Lovato grała rolę główną, Sonny Munroe, nowej członkini ekipy serialu komediowego Z innej beczki. Serial ukazywał losy Sonny i jej przyjaciół w Hollywood. W październiku 2010, Lovato poddała się jednak leczeniu z powodu „fizycznych i emocjonalnych problemów”, wydając oficjalne oświadczenie odejścia z serialu w kwietniu 2011. Mówiła wtedy, że powrót do serialu nie byłby dobry dla jej powrotu do zdrowia.
Po odejściu Lovato z serii, So Random! zostało przedstawione jako całkiem nowy serial, który, w przeciwieństwie do Słonecznej Sonny, skupiał się będzie tylko na skeczach. Produkcja serialu rozpoczęła się 30 stycznia 2011 roku. Każdy odcinek składał się będzie również z muzycznego występu gościa specjalnego. Serial był pierwotnie produkowany jako trzecia seria Słonecznej Sonny, jednak Disney postanowił całkowicie oddzielić obydwa seriale po wydaniu oficjalnego oświadczenia o odejściu Demi Lovato.

## Obsada
- Tawni Hart (Tiffany Thornton) to największa gwiazda „Z innej beczki”. Nie cierpi, gdy ktoś wypada lepiej od niej.
- Chad Dylan Cooper (Sterling Knight) jest zapatrzonym w siebie, płytkim egoistą. Dawniej grał tytułowego MacKenziego w konkurencyjnym serialu „Z innej beczki” - „MacKenzie Falls”. Po zdjęciu przez Condor Studio serialu MacKenzie Falls, Chad przenosi się do serialu Z innej beczki, zajmując miejsce Sonny...
- Nico Harris (Brandon Mychal Smith) jest jednym z członków ekipy „Z innej beczki”. Jego ulubionym zajęciem jest podrywanie dziewczyn.
- Grady Mitchell (Doug Brochu) to niezdarny przyjaciel Nico, któremu najczęściej zdarzają się największe wtopy. Ma brata Granta.
- Zora Lancaster (Allisyn Ashley Arm) jest najmłodszą członkinią „Z innej beczki”. Ma wysoki iloraz inteligencji, a także jest harcerką.

Pozostali:
- Matthew Scott Montgomery - Matthew Bailey
- Shayne Topp - Shayne Zabo
- Damien Haas - Damien Johanssen
- Bridget Shergalis - Bridget Cook
- Audrey Whitby - Audrey Vale
- Grace Bannon - Grace Wetzel
- Coco Jones - Coco Blue
- Drew Baker - Drew Walsh

### Piosenki
- Coco Jones „Stand Up”
- Cody Simpson „All Day”
- Greyson Chance „Waiting Outside The Lines”
- Selena Gomez & the Scene „Who Says”
- Jacob Latimore „Like 'Em All”
- Mindless Behavior „My Girl”
- Colbie Caillat „Brighter Than The Sun”
- Kicking Daisies „Keeping Secrets”
- Dave Days „What Does It Take”
- Hot Chelle Rae „Tonight Tonight”
- Iyaz i Mann „Pretty Girls”
- Lemoniada Gada „Determinate”
- Pia Toscano „This Time”
- Justin Bieber „Mistletoe”
- Christina Grimmie „Advice”
- Andy Grammer „Keep Your Head Up”
- The Ready Set „Young Forever”
- Destinee & Paris „True Love”
- Shane Harper „One Step Closer”
- China Anne McClain „Unstoppable”

## Polski dubbing
Wersja polska: SDI Media Polska

Udział wzięli:
- Joanna Pach - Tawni Hart
- Kajetan Lewandowski - Chad Dylan Cooper
- Artur Pontek - Grady Mitchell
- Łukasz Talik - Nico Harris
- Justyna Bojczuk - Zora Lancaster
- Joanna Kudelska
- Wojciech Paszkowski
- Grzegorz Kwiecień
- Piotr Bajtlik

Lektor: Artur Kaczmarski

## Odcinki

### Serie
| Seria | Seria | Odcinki | Oryginalna emisja | Oryginalna emisja | Oryginalna emisja    | Oryginalna emisja    |
| Seria | Seria | Odcinki | Premiera serii    | Finał serii       | Premiera serii       | Finał serii          |
| ----- | ----- | ------- | ----------------- | ----------------- | -------------------- | -------------------- |
|       | 1     | 26      | 5 czerwca 2011    | 25 marca 2012     | 15 października 2011 | 20 października 2012 |

### Seria 1: 2011–12
| Nr | Tytuł                                          | Reżyseria        | Scenariusz                   | Premiera            | Premiera w Polsce    | Kod |
| -- | ---------------------------------------------- | ---------------- | ---------------------------- | ------------------- | -------------------- | --- |
| 1  | Cody Simpson                                   | Jay Karas        | Steve Marmel Michael Feldman | 5 czerwca 2011      | 15 października 2011 | 101 |
| 2  | Greyson Chance                                 | Eric Dean Seaton | Steve Marmel Michael Feldman | 12 czerwca 2011     | 22 października 2011 | 103 |
| 3  | Selena Gomez and the Scene                     | Bruce Leddy      | Scott King                   | 19 czerwca 2011     | 19 listopada 2011    | 105 |
| 4  | Mitchel Musso                                  | Bruce Leddy      | Dava Savel                   | 25 czerwca 2011     | 25 marca 2012        | 104 |
| 5  | Tony Hawk                                      | Linda Mendoza    | Michael Feldman Steve Marmel | 10 lipca 2011       | 9 czerwca 2012       | 102 |
| 6  | Coco Jones                                     | Bruce Leddy      | Jessica Kaminsky             | 17 lipca 2011       | 3 grudnia 2011       | 106 |
| 7  | Jacob Latimore                                 | Bruce Leddy      | Lanny Horn Josh Silverstein  | 31 lipca 2011       | 24 grudnia 2011      | 108 |
| 8  | Mindless Behavior                              | Bruce Leddy      | Josh Herman Adam Schwartz    | 7 sierpnia 2011     | 7 stycznia 2012      | 107 |
| 9  | Colbie Caillat                                 | Eric Dean Seaton | Maiya Williams               | 14 sierpnia 2011    | 31 grudnia 2011      | 109 |
| 10 | Far East Movement                              | Eric Dean Seaton | Sib Ventress Eric Truehart   | 21 sierpnia 2011    | 11 marca 2012        | 110 |
| 11 | Kicking Daisies                                | Eric Dean Seaton | Michael Feldman Steve Marmel | 28 sierpnia 2011    | 18 marca 2012        | 111 |
| 12 | Dave Days                                      | Eric Dean Seaton | Scott King                   | 11 września 2011    | 19 maja 2012         | 113 |
| 13 | Chelsea Kane/Hot Chelle Rae                    | Eric Dean Seaton | Dava Savel                   | 18 września 2011    | 9 czerwca 2012       | 117 |
| 14 | Miss Piggy                                     | Eric Dean Seaton | Michael Feldman Steve Marmel | 2 października 2011 | 2 czerwca 2012       | 116 |
| 15 | Iyaz                                           | Eric Dean Seaton | Michael Feldman Steve Marmel | 9 października 2011 | 5 maja 2012          | 121 |
| 16 | Bridgit Mendler, Adam Hicks and Hayley Kiyoko  | Michael Feldman  | Jessica Kaminsky             | 6 listopada 2011    | 21 czerwca 2012      | 118 |
| 17 | Leigh-Allyn Baker and Mia Talerico/Pia Toscano | Carl Lauten      | Jessica Kaminsky             | 27 listopada 2011   | 4 sierpnia 2012      | 124 |
| 18 | Justin Bieber                                  | Bruce Leddy      | Micheal Feldman Steve Marmel | 4 grudnia 2011      | 12 maja 2012         | 125 |
| 19 | Christina Grimmie                              | Eric Dean Seaton |                              | 11 grudnia 2011     | 12 lipca 2012        | 115 |
| 20 | Andy Grammer                                   | Eric Dean Seaton |                              | 8 stycznia 2012     | 18 sierpnia 2012     | 122 |
| 21 | Cole & Dylan Sprouse                           | Bruce Leddy      | Josh Herman Adam Schwartz    | 16 stycznia 2012    | 25 sierpnia 2012     | 119 |
| 22 | The Ready Set                                  |                  |                              | 29 stycznia 2012    | 23 czerwca 2012      | 112 |
| 23 | China Anne McClain                             |                  | Lanny Horn Josh Silverstein  | 12 lutego 2012      | 3 września 2012      | 126 |
| 24 | The New Boyz                                   | Eric Dean Seaton |                              | 26 lutego 2012      | 10 września 2012     | 114 |
| 25 | Shane Harper                                   |                  |                              | 4 marca 2012        | 6 października 2012  | 120 |
| 26 | Destinee & Paris                               |                  |                              | 25 marca 2012       | 20 października 2012 | 123 |